# افغانستان در ۲۰۱۰
حوادث ذیل به ترتیب ماه‌ها در سال ۲۰۱۰ در افغانستان به‌وقوع پیوست.

## متولیان امور
- رئیس‌جمهور: حامد کرزی
- معاون اول رئیس‌جمهور: محمد فهیم
- معاون دوم رئیس‌جمهور: کریم خلیلی
- قاضی‌القضات: عبدالسلام عظیمی

## ژانویه
- در ۲۸ ژانویه ۲۰۱۰، کنفرانس بین‌المللی در مورد افغانستان در لانکسترهاوس (Lancaster House) در لند دایر گردید که در آن اعضای جامعه جهانی روی پیشرفت‌های بیشتر دربارهٔ توافق‌نامه پترزبورگ پس از سرنگونی طالبان در سال ۲۰۰۱ پیرامون دموکراتیزه کردن افغانستان بحث کردند. این کنفرانس یک روزه به میزبانی بریتانیا، سازمان ملل متحد و دولت افغانستان در راستای طرح دوره جدید برای آینده افغانستان برگزار شده بود که وزرای امور خارجه و نمایندگان ارشد بیش از ۷۰ کشور و سازمان‌های بین‌المللی باهم گرد آمده بودند.[۱]
- همچنین در اواخر ژانویه ۲۰۱۰، برنارد کوشنر، وزیر امورخارجه فرانسه توضیح داد که فرانسه سربازان بیشتری به افغانستان اعزام نخواهد کرد، او با این سخن مخالفت کشورش را در عرصه پیوستن به حرکت تحت رهبری آمریکا تقویت نمود.[۲]

## فوریه
- حمله به قرقه خطابه منجر به کشته شدن ۵ فرد غیرنظامی شامل دو زن حامله و یک دختر نوجوان شد که نیروهای ویژه آمریکایی در ۱۲ فوریه به خانه آن‌ها یورش بردند.
- حمله هلی‌کوپتر در ارزگان باعث کشته شدن شمار زیادی افراد غیرنظامی شامل ۴ زن و یک کودک شد. این حمله در ۲۱ فوریه ۲۰۱۰، در نزدیکی مرز میان ولایت ارزگان و دایکندی زمانی صورت گرفت که هلی‌کوپتر نیروهای عملیات ویژه با استفاده از «تسلیحات هوابرد» به سه مینی‌بوس حمله کردند.

## مارس
- در ۱۲ مارس ۲۰۱۰، جاده بزرگ، مسیر جدیدی ساخته شده توسط ارتش بریتانیا و کارگران افغان در ولایت هلمند، رسماً به روی ترافیک باز شد.[۳]

## آوریل
- رئیس‌جمهور حامد کرزی وعده سپرد که قبل از هرگونه تصمیم برای بیرون راندن طالبان از قندهار، خانه معنوی آن‌ها در جنوب افغانستان، با رهبران قومی مشورت خواهد شد.[۴]
- طبق گزارش‌ها تازه پنتاگون، شورشیان در افغانستان فکر می‌کردند که سال قبل، موفق‌ترین سال عملیات‌های آنان پس از ۲۰۰۲ بود، ولی مقامات ایالات متحده آمریکا از بهر اعزام نیروهای بیشتر آمریکایی به‌صورت فزاینده‌ای اطمینان داشتند و معتقد بودند که دیدگاه شورشیان دربارهٔ قدرت شان عنقریب تغییر خواهد کرد.[۵]
- به گفته مقامات، زلزله‌ای به بزرگی ۵٫۳ ریشتر در سلسله کوه‌های شمال پایتخت افغانستان را لرزاند که در نتیجه دست کم هفت نفر را کشت و ۳۰ تن دیگر را زخمی کرد.[۶]

## می
طالبان از بیشتر شدن حملات خود در فصل بهار خبر دادند و چندین حمله را در برابر نیروهای بین‌المللی کمک به امنیت (آیساف (و نیروهای دولت افغانستان انجام دادند؛ از جمله، انفجار بمب در کنار کاروان نیروهای ناتو در کابل که منجر به کشته شدن ۱۸ نفر شامل ۶ سرباز ناتو شد، همچنین حملات جداگانه در برابر دو بزرگ‌ترین پایگاه‌های آیساف در افغانستان؛ پایگاه‌های هوایی بگرام و قندهار نیز انجام صورت گرفت.

## ژوئن
- ۶ ژوئن – امرالله صالح، رئیس امنیت ملی (از سال ۲۰۰۴) از ریاست عمومی امنیت ملی افغانستان استعفاء داد. او متعهد بر مبارزه جدی علیه تروریسم بود.
- جنرال استنلی مک‌کریستال، پس از یک مقاله جنجالی در مجله رولینگ استون تحت فشار قرار گرفت تا استعفاء دهد. دیوید پتریوس به جای او تعیین گردید.
- ۱۰ ژوئن – حداقل ۴۰ فرد غیرنظامی در یک انفجار انتحاری در جریان محفل عروسی در ولسؤالی ارغنداب، ولایت جنوبی قندهار به قتل رسیدند. مقامات افغان، طالبان را متهم به این حمله نمودند ولی آن‌ها دست داشتن در این روی‌داد را رد کردند.

## ژوئیه
- ۱ ژوئیه – در جریان اجرای عملیات علیه شورشیان در روستا حاجی وکیل ولایت هلمند، سِت استفنز پرکمشر/سرجوخه سرویس دریایی ویژه هنگام درگیری شدید و حین پاکسازی محل کشته شد. به پاس خدمات و اقدامات او در این عملیات، مدال «صلیب بزرگ گالانتری» برایش اعطاء شد.[۹]

## اوت
- یک مؤسسه خیریه مسیحی اظهار داشت که علی‌الرغم کشته شدن ۱۰ نفر از کارمندان تیم پزشکی‌اش، نمی‌خواهد از افغانستان خارج شود و تکرار کرد که این مؤسسه قصدی برای تبدیل کردن مسلمانان به مسیحیت ندارد. این ۱۰ کارمند مؤسسه که ۶ تن آن آمریکایی، ۲ افغان، ۱ بریتانیایی و ۱ آلمانی بودند، هنگامی مورد تیراندازی افراد مسلح قرار گرفتند و جان باختند که مأموریت دو هفته‌ای ارائه مراقبت‌های پزشکی به روستا فقیری در ولایت نورستان را به اتمام رسانیده بودند. طالبان مسئولیت این حمله را به‌دوش گرفتند و ادعا کردند که این گروه جاسوس بودند و سعی داشتند مسلمانان را از دین شان برگردانند.[۱۰]

## سپتامبر
- انتخابات پارلمانی افغانستان در سال ۲۰۱۰ به منظور انتخاب اعضای ولسی جرگه در ۱۸ سپتامبر ۲۰۱۰ برگزار شد. نتیجه نهایی این انتخابات تا ماه اکتبر انتظار نمی‌رفت که اعلام شود. کمیسیون مستقل انتخابات افغانستان – که طبق ماده ۱۵۶ قانون اساسی افغانستان برای سازمان‌دهی و نظارت از تمامی انتخابات در کشور شکل گرفته‌است – رأی دهی را از تاریخ تعیین شده آن یعنی ۲۲ می به ۱۸ سپتامبر به تأخیر انداخت.[۱۱][۱۲][۱۳][۱۴][۱۵][۱۶][۱۷]

## اکتبر
- یک سرباز آمریکایی پس از آن بازداشت شد که یک زندانی طالب بر اثر جراحات ظاهری گلوله در بدنش جان باخت.[۱۸][۱۹]
- فرانسه هر گونه ارتباط میان تصمیم خود مبنی بر خروج نیروهایش از افغانستان در سال ۲۰۱۱ و تعهد اسامه بن لادن برای حمله به سربازان فرانسوی را مردود اعلام کرد.[۲۰]

## نوامبر
- هیلاری کلینتون، وزیر امورخارجه ایالات متحده آمریکا، پس از آن از استرتیژی ایالات متحده آمریکا در افغانستان دفاع کرد که رئیس‌جمهور حامد کرزی خواستار کاهش حضور نظامی واشینگتن شد و رهبران طالبان گفت‌گوهای صلح را رد کردند.[۲۱]

## دسامبر
- کمیسیون مستقل انتخابات افغانستان، با سرپیچی از رئیس‌جمهور حامد کرزی و با یک تصمیم جنجالی برانگیز بر سر اعطای ۱۱ کرسی در ولایت غزنی به اقلیت هزاره، ولایتی که طالبان اکثریت پشتون‌ها را از رأی‌دهی ممانعت کردند، شمارش آراء نهایی انتخابات ۱۸ سپتامبر را تأیید کرد. لوی څارنوالی افغانستان نشر نتایج انتخابات را غیرقانونی اعلام نمود و پرونده تحقیقات جنایی علیه هر دو کمیسیون‌های انتخاباتی را به اتهام دریافت رشوه و دست‌کاری شمارش آراء باز کرد.[۲۲]
- بارک اوباما، رئیس‌جمهور ایالات متحده آمریکا در یک سفرغیرمنتظره به افغانستان نزد سربازان آمریکایی رفت و به آن‌ها گفت که در مأموریت حیاتی مبارزه علیه تروریسم موفق هستند. اما پس از این‌که او در یک سفر ۱۴ ساعته پنهانی به افغانستان رسید، آب و هوای ناپاک کابل باعث شد تا او را از صحبت دربارهٔ روابط بهم ریخته با رئیس‌جمهور حامد کرزی بازدارد. چند روز بعد، رابرت گیتس، وزیر امور خارجه ایالات متحده آمریکا در روزی که دیوید کامرون، نخست‌وزیر بریتانیا به کابل سفر کرده بود، او نیز در یک سفر از قبل پیش‌بینی نشده برای دیدار با مقامات و سربازان آمریکایی وارد کابل شد.[۲۳][۲۴]